# Jean Le Clerc
Jean LeClerc (Nancy, 1587 – Nancy, 1633) è stato un pittore e incisore francese.
Venuto in Italia come allievo di Carlo Saraceni, realizzò numerose opere che imitavano lo stile del maestro. Non molto celebre per la sua pittura, divenne noto in quanto molto bizzarro. Favorì il diffondersi in Francia di quadri raffiguranti soggetti notturni, stile poi ripreso da Georges de La Tour e da Jacques Callot.

## Galleria d'immagini

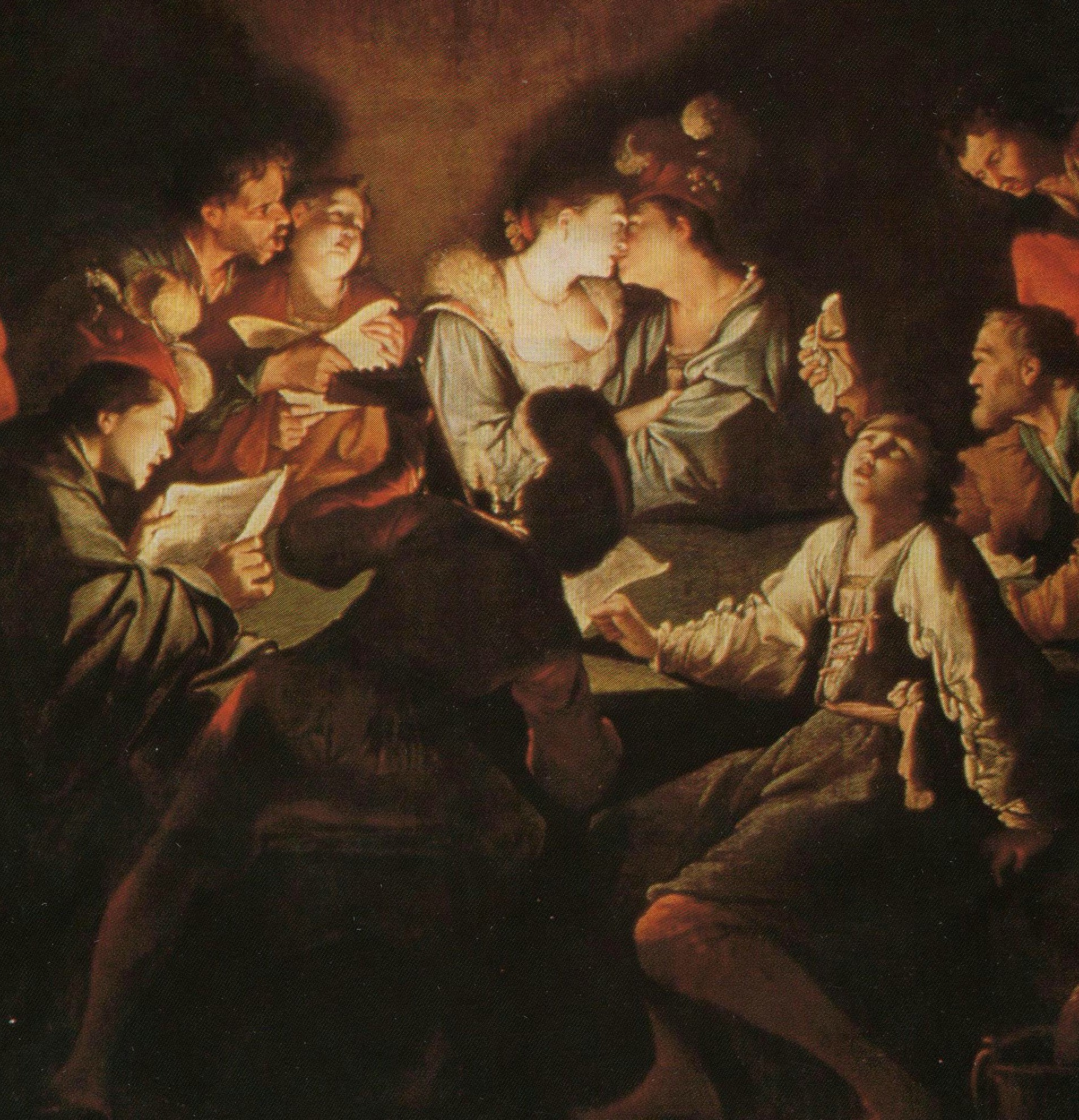
Munich Egon
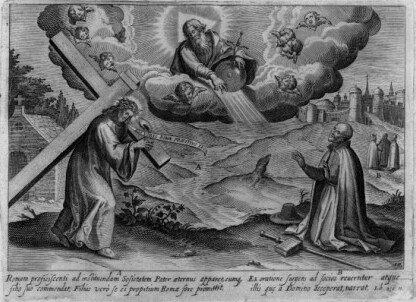
Sant'Ignazio di Loyola